# 上田由美子
上田 由美子（うえだ ゆみこ、1938年1月23日 - ）は、日本の詩人、エッセイスト、画家。

## 人物
広島県広島市に生まれる。1945年、原爆投下の数日後に広島市内を横切り入市被曝。詩「一枚のハガキ」で第7回白鳥省吾賞の最優秀賞受賞。詩集『八月の夕凪』の著者。

## 著書
- 詩画集『白い闇』（2007年、澪漂）
- 詩集『八月の夕凪』（2009年、コールサック社）
- 詩集『蒼いざくろ』（2016年、土曜美術社出版販売）
- 楽譜『混声合唱組曲　生きとし、生けるものへ』作曲：上田 益、作詩：上田 由美子（2017年、全音楽譜出版社）

## 略歴
2017年　戦争や災害による犠牲者を追悼する「レクイエム・プロジェクト」の混声合唱曲「生きとし、生けるものへ」の作詞を手がける。作曲は、上田益。同曲は、３月５日に広島県民文化センターで、また８月６日に長崎市民会館文化ホールで公演された。８月６日、上田由美子は詩朗読と講演を１０００に近い参加者の前で行った。

## 所属団体
- 日本現代詩人会
- 日本詩人クラブ
- 広島県詩人協会
- 中四国詩人会
- 広島ペンクラブ